# Mesembryanthemum grossum
Mesembryanthemum grossum är en isörtsväxtart som beskrevs av Soland. Mesembryanthemum grossum ingår i Isörtssläktet som ingår i familjen isörtsväxter. Inga underarter finns listade i Catalogue of Life.